# JetBlue Airways
JetBlue Airways — бюджетна американська авіакомпанія, що належить JetBlue Airways Corporation. Головний офіс компанії знаходиться в Нью-Йорку в районі Квінз, а домашній аеропорт в Міжнародному аеропорту імені Джона Кеннеді. Авіакомпанія в основному здійснює рейси в Сполучених Штатах, Карибському басейні та Мексиці, а також на Багамських островах і Бермудських островах.
За Skytrax JetBlue має найвищі рейтинги серед авіакомпаній США та є єдиною в країні чотиризірковою авіакомпанією.

## Напрями
Станом на квітень 2012 року JetBlue здійснює рейси більше ніж в 70 пунктів призначення в різних країнах Північної та Південної Америки.

## Флот

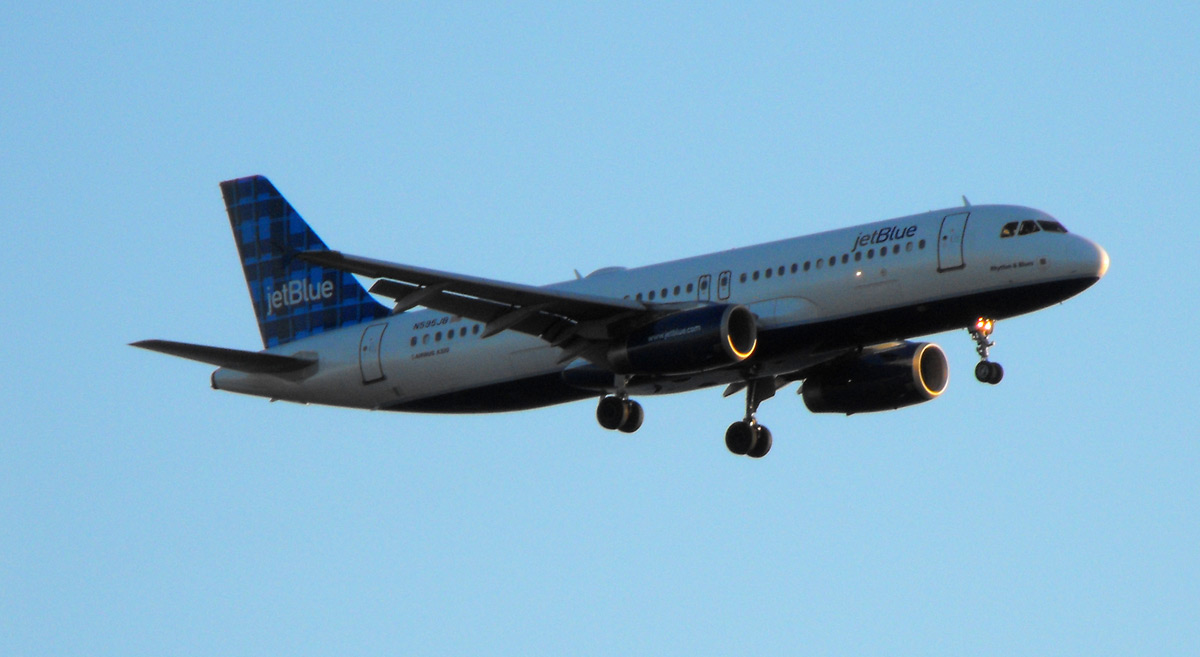
JetBlue Airbus 320 заходить на посадку

## Події
У JetBlue було кілька інцидентів, пов'язаних з її літаками, хоча ні один з них не привів до руйнування літака або загибелі людей.
Найвідоміші:

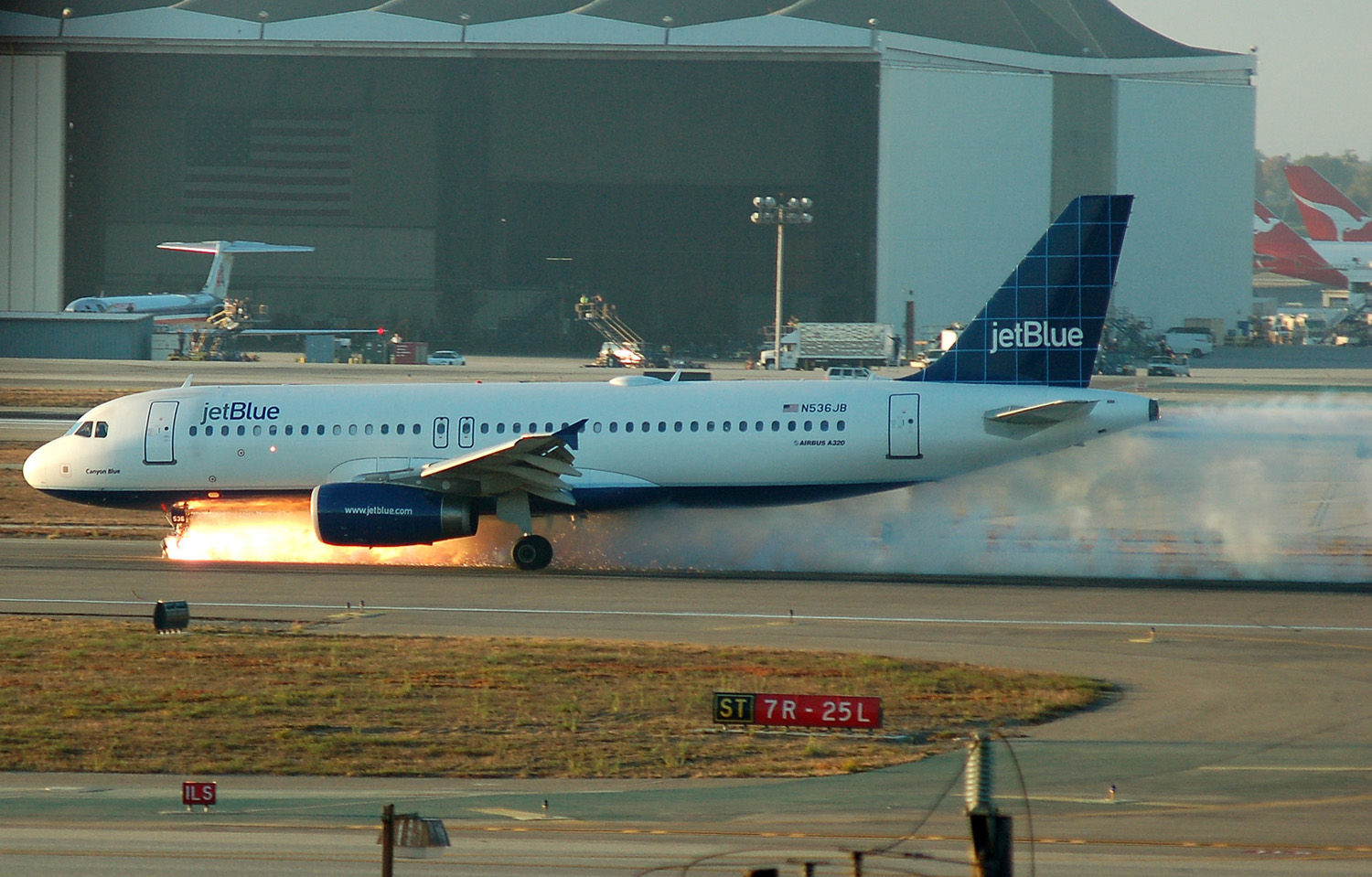
Рейс 292 робить вимушену посадку в Міжнародному Аеропорту Лос-Анджелеса

- 21 вересня 2005 року пілоти Airbus A320, що виконували рейс 292 з Бербанка в Нью-Йорк виявили несправність передньої стійки шасі відразу після зльоту. Літак провів три години в повітрі, щоб спалити паливо, а потім здійснив аварійну посадку в Міжнародному аеропорту Лос-Анджелеса. Єдині видимі пошкодження літака при посадці — руйнування шасі. З людей ніхто не постраждав[4].

- 9 березня 2013 року у міжнародному аеропорту Нью-Йорка літак авіакомпанії JetBlue Airways» зіткнувся з літаком авіакомпанії «Air India». З людей ніхто не постраждав. Обидва літаки отримали ушкодження[5].